# Heliconius rebeli
Heliconius rebeli är en fjärilsart som beskrevs av Heinrich Neustetter 1907. Heliconius rebeli ingår i släktet Heliconius och familjen praktfjärilar. Inga underarter finns listade i Catalogue of Life.